# Bitwa pod Krzywosądzem

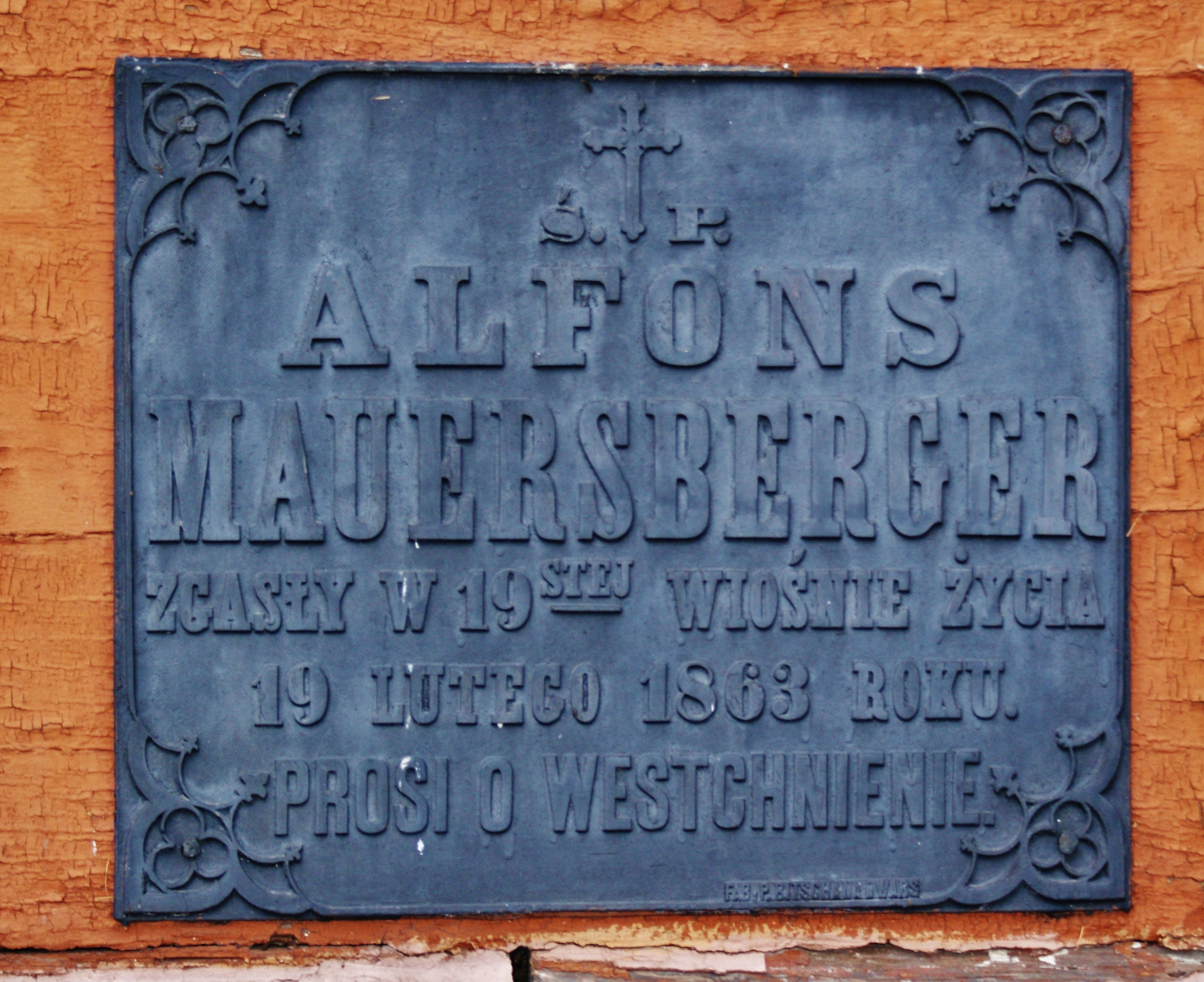
Tablica upamiętniająca poległego powstańca, kościół parafialny w Krzywosądzy

Bitwa pod Krzywosądzem – jedno ze starć powstania styczniowego, które miało miejsce 19 lutego 1863 roku pod Krzywosądzem.

## Przebieg

### Przygotowania
19 stycznia Tymczasowy Rząd Narodowy ogłosił przebywającego w Paryżu Ludwika Mierosławskiego dyktatorem. Przygotowania do powstania Mierosławski rozpoczął w Bydgoszczy, o czym wspomina w swoim pamiętniku polski działacz narodowy zaboru pruskiego Natalis Sulerzyski. Głównodowodzący miał się połączyć ze zorganizowanymi już oddziałami powstańczymi po przekroczeniu granicy.

### Bitwa
Z 17 na 18 lutego stacjonujący we Włocławku oddział wojsk rosyjskich pod dowództwem płk. Jurija Iwanowicza Szyldera-Szuldnera powiadomiony został o koncentracji oddziałów partyzanckich pod wodzą Mierosławskiego we wsi Niszczewy na Kujawach. W tej sytuacji żołnierzy natychmiast przetransportowano do Służewa w celu połączenia z pogranicznikami. Następnego dnia Rosjanie w sile od 800 do 1000 ludzi z kilkoma działami uderzyli na źle uzbrojony i znajdujący się dopiero w trakcie koncentracji oddział Mierosławskiego. Po utrzymaniu swoich pozycji przez kilka godzin Polacy zostali zmuszeni do odwrotu, a bitwa ostatecznie zakończyła się w sąsiednim Dobrem zwycięstwem Rosjan.

### Straty
Zginęło i zostało rannych kilkudziesięciu powstańców. 13 Polaków dostało się do niewoli. Wśród zabitych byli m.in. major Celiński, kapitan Krzesimowski (Buski), kapitan Muchowski, Władysław Janowski, Antoni i Marian Czajkowscy z Tuczna, Hegel, Jakowicki, Kobyliński, Kozłowski, Krosnowski, Alfons Mauersberger, Miecznikowski z Płockiego, Henryk Plewiński, Stanisław Żurkowski, Franciszek Turczynowicz, Miszewski z ziemian płockich, Edward Głogowski z Tyszowca, adiutant - Zygmunt Rościszewski, student politechniki w Liège - Jan Wasiłowski z Kalisza – brat Marii Konopnickiej oraz Stanisław Gay – syn architekta Jakuba Gaya. Poległych powstańców pochowano w Krzywosądzu, Dobrem i Borowie.

## Skutki
Mierosławski wycofał się w kierunku Radziejowa, gdzie połączył się z oddziałem powstańczym Kazimierza Mielęckiego. 21 lutego doszło do kolejnej przegranej przez Mierosławskiego bitwy pod Nową Wsią, która zmusiła go do złożenia dyktatury i wyjazdu do Paryża.

## Upamiętnienie
- Niedaleko Borowa znajduje się pomnik z 1916 roku poświęcony poległym powstańcom pod Krzywosądzem.

- W 1916 roku na ulicy Powstania 1863 w Dobrem położono kamień poświęcony tej bitwie[6].